# Harenzacken
Der Harenzacken ist ein Naturschutzgebiet im Norden des Landes Brandenburg. Er bildet einen der größten Feuchtwaldkomplexe im Naturraum der Granseer Platte mit einer Vielzahl von Biotoptypen. Das Naturschutzgebiet erstreckt sich auf einer Fläche von rund 823 ha in den Ortsteilen Glambeck, Grieben, Großmutz, Hoppenrade und Linde der Gemeinde Löwenberger Land.

## Flora und Fauna
Schützenswerte Pflanzengesellschaften im Harenzacken sind insbesondere Erlen-Bruchwälder, Erlen-Eschenwälder, Groß- und Kleinseggensümpfe, Feuchtwiesen und Moore. Das Gebiet dient als Lebens- und Rückzugsraum für eine Vielzahl von Tierarten. Dazu gehören streng geschützte Arten wie Fledermäuse, der Schwarzstorch, Kraniche, der Schreiadler, der Eisvogel, der Waldwasserläufer, die Rotbauchunke und der Moorfrosch.

## Geschichte

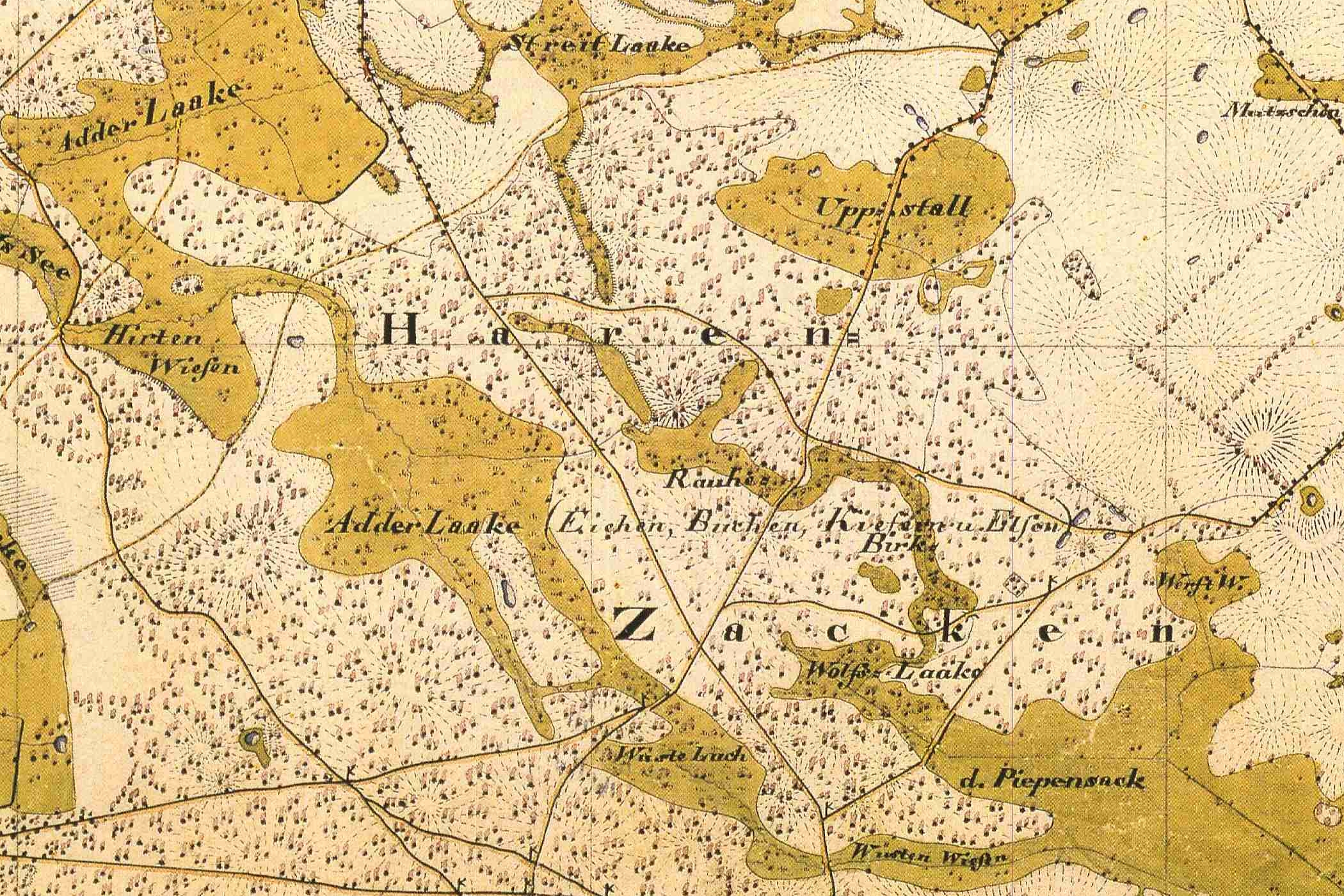
Das Waldgebiet Harenzacken auf einem Messtischblatt der Preußischen Uraufnahme von 1825

Der Harenzacken war ehemals Jagdgebiet der Familie von Werthern mit Sitz auf Schloss Hoppenrade. Er wurde im Rahmen der Bodenreform in der Sowjetischen Besatzungszone ab 1945 enteignet und aufgeteilt. In der Zeit der Deutschen Demokratischen Republik wurde er durch den Staatlichen Forstwirtschaftsbetrieb genutzt. 1990 wurde beantragt, den Harenzacken unter Schutz zu stellen. Die Ausweisung als Naturschutzgebiet erfolgte schließlich 2003. Im selben Jahr wurden 160 ha des Gebiets von der Bundesrepublik Deutschland an die Grüne Liga zur naturnahen Bewirtschaftung übertragen.
Das Naturschutzgebiet ist Teil des Europäischen Vogelschutzgebiets Obere Havelniederung.